# شتاده (ناحیه)
شتاده (به آلمانی: Landkreis Stade) یک ناحیه در آلمان است که در Governorate of Stade واقع شده‌است.